# Trachyostus ghanaensis
Trachyostus ghanaensis là một loài côn trùng trong họ Platypodidae. Loài này được Scheld miêu tả khoa học đầu tiên.
Đây là loài gây hại của cây Triplochiton scleroxylon, phát triển phổ biến ở Ghana.